# Б'єльо-е-Міжаран
Б'є́льо-е-Міжара́н (окс. Vielha e Mijaran, кат. Б'єля-і-Міджаран, Viella i Mitjaran, ісп. Viella) — муніципалітет, розташований в Автономній області Каталонія в Іспанії.
Знаходиться у терсунах Маркатузо та Кастьєру району (кумарки) Баль-д'Аран провінції Льєйда, згідно з новою адміністративною реформою перебуватиме у складі баґарії Ал-Пірінеу і Баль-д'Аран або окремої під-баґарії у Західній баґарії.
Терсун Кастьєру (окс. Castièro) включає такі міські райони (раніше окремі селища та хутори): Ескуньяу (окс. Escunhau), Казаріль (окс. Casarilh), Бетрен (окс. Betren), Б'єльо (окс. Viella), Ґаузак (окс. Gausac) та Казау (окс. Casau). Терсун Маркатузо (окс. Marcatosa) включає такі міські райони: Білас (окс. Vilac), Аубер (окс. Aubèrt), Беллан (окс. Betlan), Мон (окс. Mont), Монкурбау (окс. Montcorbau), Аррос (окс. Arròs) та Біло (окс. Vila).

## Населення
Населення міста (у 2007 р.) становить 5 385 осіб (з них менше 14 років — 14,3 %, від 15 до 64 — 76,9 %, понад 65 років — 8,8 %). У 2006 р. народжуваність склала 59 осіб, смертність — 25 осіб, приріст населення склав 35
осіб. У 2001 р. активне населення становило 2.217 осіб, з них безробітних — 98 осіб. 

Серед осіб, які проживали на території міста у 2001 р., 2.509 осіб народилися в Каталонії (з них
1.546 осіб у тому самому районі, або кумарці), 1.287 осіб приїхало з інших областей Іспанії, а 233 осіб приїхало з-за кордону. 

Університетську освіту має 12,8 % усього населення. 

У 2001 р. нараховувалося 1.501 домогосподарств (з них 27 % складалися з однієї особи, 22,7 % з двох осіб,
22 % з 3 осіб, 18,5 % з 4 осіб, 6,5 % з 5 осіб, 1,9 % з 6 осіб, 0,9 % з 7 осіб, 0,2 % з 8 осіб і 0,4 % з 9 і більше осіб).

Активне населення міста у 2001 р. працювало у таких сферах діяльності: у сільському господорстві — 1,5 %, у промисловості — 6,1 %, на будівництві — 18,9 % і у сфері обслуговування — 73,4 %. 

 У муніципалітеті або у власному районі (кумарці) працює 2.223 осіб, поза районом — 484 осіб.

### Доходи населення
У 2002 р. доходи населення розподілялися таким чином :
| \| Доходи населення за статтями доходів \| Доходи населення за статтями доходів \| Доходи населення за статтями доходів \| \| Рік \| 2002 р. \| 2001 р. \| \| ------------------------------------ \| ------------------------------------ \| ------------------------------------ \| \| Заробітна платня \| 43,8 % \| 48,4 % \| \| Доходи від ведення бізнесу \| 49,7 % \| 44,8 % \| \| Соціальна допомога \| 6,5 % \| 6,8 % \| |         |         |
| Доходи населення за статтями доходів |         |         |
| Рік | 2002 р. | 2001 р. |
| Заробітна платня | 43,8 %  | 48,4 %  |
| Доходи від ведення бізнесу | 49,7 %  | 44,8 %  |
| Соціальна допомога | 6,5 %   | 6,8 %   |

### Безробіття
У 2007 р. нараховувалося 50 безробітних (у 2006 р. — 58 безробітних), з них чоловіки становили 52 %, а жінки — 48 %.

## Економіка
У 1996 р. валовий внутрішній продукт розподілявся по сферах діяльності таким чином :
| \| Валовий внутрішній продукт \| Валовий внутрішній продукт \| Валовий внутрішній продукт \| \| Рік \| 1996 р. \| 1991 р. \| \| -------------------------- \| -------------------------- \| -------------------------- \| \| Сільське господарство \| 0,4 % \| 1,3 % \| \| Промисловість \| 11,4 % \| 15,7 % \| \| Будівництво \| 13,5 % \| 13,8 % \| \| Послуги \| 74,7 % \| 69,2 % \| |         |         |
| Валовий внутрішній продукт |         |         |
| Рік | 1996 р. | 1991 р. |
| Сільське господарство | 0,4 %   | 1,3 %   |
| Промисловість | 11,4 %  | 15,7 %  |
| Будівництво | 13,5 %  | 13,8 %  |
| Послуги | 74,7 %  | 69,2 %  |

### Підприємства міста
Промислові підприємства.
| \| Промислові підприємства міста, за сферою діяльності \| Промислові підприємства міста, за сферою діяльності \| Промислові підприємства міста, за сферою діяльності \| \| Рік \| 2002 р. \| 2001 р. \| \| --------------------------------------------------- \| --------------------------------------------------- \| --------------------------------------------------- \| \| Енергетичні та водні ресурси \| 7,0 % \| 7,7 % \| \| Хімія та метали \| 4,7 % \| 5,1 % \| \| Переробка металів \| 14,0 % \| 17,9 % \| \| Продукти харчування \| 14,0 % \| 12,8 % \| \| Текстиль \| 2,3 % \| 2,6 % \| \| Виробництво меблів, видання \| 53,5 % \| 51,3 % \| \| Інше \| 4,7 % \| 2,6 % \| \| Усього підприємств \| 43 \| 39 \| |         |         |
| Промислові підприємства міста, за сферою діяльності |         |         |
| Рік | 2002 р. | 2001 р. |
| Енергетичні та водні ресурси | 7,0 %   | 7,7 %   |
| Хімія та метали | 4,7 %   | 5,1 %   |
| Переробка металів | 14,0 %  | 17,9 %  |
| Продукти харчування | 14,0 %  | 12,8 %  |
| Текстиль | 2,3 %   | 2,6 %   |
| Виробництво меблів, видання | 53,5 %  | 51,3 %  |
| Інше | 4,7 %   | 2,6 %   |
| Усього підприємств | 43      | 39      |

Роздрібна торгівля.
| \| Підприємства роздрібної торгівлі міста, за сферою діяльності \| Підприємства роздрібної торгівлі міста, за сферою діяльності \| Підприємства роздрібної торгівлі міста, за сферою діяльності \| \| Рік \| 2002 р. \| 2001 р. \| \| ------------------------------------------------------------ \| ------------------------------------------------------------ \| ------------------------------------------------------------ \| \| Продукти харчування \| 19,3 % \| 17,9 % \| \| Одяг та взуття \| 22,1 % \| 20,0 % \| \| Товари для дому \| 25,5 % \| 27,1 % \| \| Книги та періодичні видання \| 2,1 % \| 1,4 % \| \| Промислова хімічна продукція \| 6,9 % \| 8,6 % \| \| Продукція, пов'язана з транспортними засобами \| 4,8 % \| 5,0 % \| \| Інше \| 19,3 % \| 20,0 % \| \| Усього підприємств \| 145 \| 140 \| |         |         |
| Підприємства роздрібної торгівлі міста, за сферою діяльності |         |         |
| Рік | 2002 р. | 2001 р. |
| Продукти харчування | 19,3 %  | 17,9 %  |
| Одяг та взуття | 22,1 %  | 20,0 %  |
| Товари для дому | 25,5 %  | 27,1 %  |
| Книги та періодичні видання | 2,1 %   | 1,4 %   |
| Промислова хімічна продукція | 6,9 %   | 8,6 %   |
| Продукція, пов'язана з транспортними засобами | 4,8 %   | 5,0 %   |
| Інше | 19,3 %  | 20,0 %  |
| Усього підприємств | 145     | 140     |

Сфера послуг.
| \| Підприємства міста, що працюють у сфері послуг, за діяльністю \| Підприємства міста, що працюють у сфері послуг, за діяльністю \| Підприємства міста, що працюють у сфері послуг, за діяльністю \| \| Рік \| 2002 р. \| 2001 р. \| \| ------------------------------------------------------------- \| ------------------------------------------------------------- \| ------------------------------------------------------------- \| \| Гуртова торгівля \| 9,4 % \| 9,2 % \| \| Готелі та готельний бізнес \| 37,5 % \| 39,6 % \| \| Транспорт та зв'язок \| 8,3 % \| 8,1 % \| \| Посередницькі фінансові послуги \| 2,6 % \| 3,5 % \| \| Послуги підприємствам \| 6,5 % \| 5,8 % \| \| Послуги фізичним особам \| 16,1 % \| 16,2 % \| \| Нерухомість та ін. \| 19,5 % \| 17,6 % \| \| Усього підприємств \| 384 \| 346 \| |         |         |
| Підприємства міста, що працюють у сфері послуг, за діяльністю |         |         |
| Рік | 2002 р. | 2001 р. |
| Гуртова торгівля | 9,4 %   | 9,2 %   |
| Готелі та готельний бізнес | 37,5 %  | 39,6 %  |
| Транспорт та зв'язок | 8,3 %   | 8,1 %   |
| Посередницькі фінансові послуги | 2,6 %   | 3,5 %   |
| Послуги підприємствам | 6,5 %   | 5,8 %   |
| Послуги фізичним особам | 16,1 %  | 16,2 %  |
| Нерухомість та ін. | 19,5 %  | 17,6 %  |
| Усього підприємств | 384     | 346     |

## Житловий фонд
У 2001 р. 9,4 % усіх родин (домогосподарств) мали житло метражем до 59 м², 34,9 % — від 60 до 89 м², 34 % — від 90 до 119 м² і
21,7 % — понад 120 м².

З усіх будівель у 2001 р. 14,9 % було одноповерховими, 34,3 % — двоповерховими, 30,3 % — триповерховими, 8,2 % — чотириповерховими, 5,7 % — п'ятиповерховими, 5,5 % — шестиповерховими,
0,6 % — семиповерховими, 0,5 % — з вісьмома та більше поверхами.

## Автопарк
| \| Автомобілі, зареєстровані у місті, за призначенням \| Автомобілі, зареєстровані у місті, за призначенням \| Автомобілі, зареєстровані у місті, за призначенням \| \| Рік \| 2006 р. \| 2005 р. \| \| -------------------------------------------------- \| -------------------------------------------------- \| -------------------------------------------------- \| \| Приватні автомобілі \| 61,9 % \| 62,5 % \| \| Мотоцикли \| 8,1 % \| 8,2 % \| \| Вантажівки \| 26,1 % \| 25,8 % \| \| Трактори \| 0,1 % \| 0,2 % \| \| Автобуси та ін. \| 3,8 % \| 3,3 % \| \| Усього автомобілів \| 4.134 шт. \| 3.932 шт. \| |           |           |
| Автомобілі, зареєстровані у місті, за призначенням |           |           |
| Рік | 2006 р.   | 2005 р.   |
| Приватні автомобілі | 61,9 %    | 62,5 %    |
| Мотоцикли | 8,1 %     | 8,2 %     |
| Вантажівки | 26,1 %    | 25,8 %    |
| Трактори | 0,1 %     | 0,2 %     |
| Автобуси та ін. | 3,8 %     | 3,3 %     |
| Усього автомобілів | 4.134 шт. | 3.932 шт. |

## Вживання каталанської мови
У 2001 р. каталанську мову у місті розуміли 95,2 % усього населення (у 1996 р. — 95,5 %), вміли говорити нею 73,9 % (у 1996 р. — 73,4 %), вміли читати 72,6 % (у 1996 р. — 68 %), вміли писати 43,9 % (у 1996 р. — 39,1 %). Не розуміли каталанської мови 4,8 %.

## Політичні уподобання
У виборах до Парламенту Каталонії у 2006 р. взяло участь 1.651 осіб (у 2003 р. — 1.823 осіб). Голоси за політичні сили розподілилися таким чином:
| \| Вибори до Парламенту Каталонії \| Вибори до Парламенту Каталонії \| Вибори до Парламенту Каталонії \| \| Рік \| 2006 р. \| 2003 р. \| \| -------------------------------------- \| ------------------------------ \| ------------------------------ \| \| Конвергенція та Єднання (CiU) \| 39,9 % \| 35,6 % \| \| Соціалістична партія Каталонії (PSC) \| 29,9 % \| 34,6 % \| \| Народна партія (PP) \| 15,3 % \| 16,7 % \| \| Ініціатива за зелену Каталонію (IC) \| 5,5 % \| 3,2 % \| \| Республіканська лівиця Каталонії (ERC) \| 6,3 % \| 8,3 % \| \| Громадянська партія (C's) \| 1,5 % \| 0,0 % \| \| Інші \| 1,7 % \| 1,6 % \| |         |         |
| Вибори до Парламенту Каталонії |         |         |
| Рік | 2006 р. | 2003 р. |
| Конвергенція та Єднання (CiU) | 39,9 %  | 35,6 %  |
| Соціалістична партія Каталонії (PSC) | 29,9 %  | 34,6 %  |
| Народна партія (PP) | 15,3 %  | 16,7 %  |
| Ініціатива за зелену Каталонію (IC) | 5,5 %   | 3,2 %   |
| Республіканська лівиця Каталонії (ERC) | 6,3 %   | 8,3 %   |
| Громадянська партія (C's) | 1,5 %   | 0,0 %   |
| Інші | 1,7 %   | 1,6 %   |

У муніципальних виборах у 2007 р. взяло участь 2.296 осіб (у 2003 р. — 2.348 осіб). Голоси за політичні сили розподілилися таким чином:
| \| Муніципальні вибори \| Муніципальні вибори \| Муніципальні вибори \| \| Рік \| 2007 р. \| 2003 р. \| \| -------------------------------------- \| ------------------- \| ------------------- \| \| Конвергенція та Єднання (CiU) \| 40,2 % \| 0,0 % \| \| Соціалістична партія Каталонії (PSC) \| 43,1 % \| 40,8 % \| \| Народна партія (PP) \| 11,7 % \| 8,1 % \| \| Ініціатива за зелену Каталонію (IC) \| 5,0 % \| 0,0 % \| \| Республіканська лівиця Каталонії (ERC) \| 0,0 % \| 0,0 % \| \| Громадянська партія (C's) \| 0,0 % \| 0,0 % \| \| Інші \| 0,0 % \| 51,1 % \| |         |         |
| Муніципальні вибори |         |         |
| Рік | 2007 р. | 2003 р. |
| Конвергенція та Єднання (CiU) | 40,2 %  | 0,0 %   |
| Соціалістична партія Каталонії (PSC) | 43,1 %  | 40,8 %  |
| Народна партія (PP) | 11,7 %  | 8,1 %   |
| Ініціатива за зелену Каталонію (IC) | 5,0 %   | 0,0 %   |
| Республіканська лівиця Каталонії (ERC) | 0,0 %   | 0,0 %   |
| Громадянська партія (C's) | 0,0 %   | 0,0 %   |
| Інші | 0,0 %   | 51,1 %  |